# Càmera digital
Una càmera digital és un dispositiu electrònic per fer fotografies en un format numèric, en comptes d'utilitzar pel·lícules fotogràfiques com les càmeres convencionals, o imatges gravades en un format anàleg a la cinta magnètica com moltes càmeres de vídeo.
Les càmeres digitals compactes modernes generalment són multifuncionals i contenen alguns dispositius capaços d'enregistrar sons o vídeos a més de les fotografies. Actualment es venen més càmeres fotogràfiques digitals que pel·lícules de 35 mm.

## Història

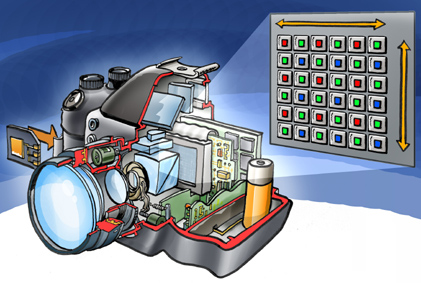
Tall transversal d'una càmera digital que mostra el CCD

El concepte de digitalització d'imatges amb escàners i convertir senyals de vídeo digital, va precedir al fet de prendre imatges fixes digitalitzades i una matriu d'elements sensors discrets. Eugene F. Lally del Jet Propulsion Laboratory va publicar la primera descripció de com produir fotos fixes en un entorn digital usant un fotosensor mosaic. El propòsit era proporcionar informació de navegació als astronautes a bord. Durant les missions espacials, la matriu de mosaic registra periòdicament fotos fixes de les localitzacions d'estrelles i planetes durant el trànsit i quan s'acosta a un planeta proporciona informació addicional de distàncies orbitals i com a guia per a l'aterratge.
Texas Instruments va dissenyar una càmera de cinema no analògica el 1972, si bé es desconeix si finalment es va construir.
La primera càmera d'enregistrament digital va ser desenvolupada per l'empresa Kodak, que va encarregar la construcció d'un prototip a l'enginyer Steven J. Sasson el de 12 de desembre de 1975. Aquesta càmera utilitzava el llavors recentment desenvolupat sensor CCD per Fairchild Semiconductor el 1973. Va crear una càmera d'aproximadament 4 kg, de la mida d'una torradora i que feia fotos en blanc i negre amb una resolució de 0,01 megapíxels. Va utilitzar els nous xips d'estat sòlid del CCD. La càmera fotogràfica registrava les imatges en una cinta de casset i va trigar 23 segons a capturar una primera imatge. Aquesta càmera fotogràfica era un prototip tècnic, no previst per a la producció en sèrie.

### Càmeres fotogràfiques electròniques analògiques
Les càmeres fotogràfiques electròniques de mà, en el sentit d'un dispositiu fet per ser portat i utilitzat com una càmera fotogràfica de mà de pel·lícula, van aparèixer el 1981 amb Sony Mavica, una càmera de vídeo magnètica. Aquest model no s'ha de confondre amb les càmeres fotogràfiques més modernes de Sony que també fan servir el nom de Mavica. Aquesta era una càmera fotogràfica analògica basada en la tecnologia de televisió que gravava en un «disquet de vídeo» d'una polzada x 2. Essencialment era una càmera de vídeo que registrava imatges fixes, 50 per disc en mode de camp i 25 per disc en manera del marc. La qualitat de la imatge era considerada igual a la de televisions de l'època.
Les càmeres fotogràfiques electròniques analògiques no semblen haver arribat al mercat fins a 1986 amb la Cànon RC-701. Cànon va mostrar aquest model en les Olimpíades de 1984, imprimint les imatges en diaris. Diversos factors van retardar l'adopció extensa de càmeres fotogràfiques anàlogues: el cost (a dalt de $ 20.000), qualitat pobra de la imatge en comparació a la pel·lícula, la manca de les impressores de qualitat. La captura i impressió d'una imatge va requerir originalment l'accés a equip com un framegrabber, que estava més enllà de l'abast del consumidor mitjà. Els discos de vídeo van tenir després diversos dispositius lectors disponibles per veure en una pantalla, però mai van ser estandarditzats a l'impuls de les computadores.
Els primers a adoptar-les van tendir a ser del medi noticiari, on el cost va ser superat per la utilitat i la capacitat de transmetre imatges per línies telefòniques. La qualitat pobra va ser compensada per la resolució baixa dels gràfics de diari. Aquesta capacitat per transmetre imatges sense recórrer a satèl·lits era útil durant les protestes de Tiananmen de 1989 i la primera guerra del Golf el 1991.
La primera càmera fotogràfica analògica per a venda als consumidors va poder haver estat la Cànon RC-250 Xapshot el 1988. Una càmera fotogràfica analògica notable produïda en el mateix any era el Nikon QV-1000C, que va vendre aproximadament 100 unitats i registrava imatges en escales de grisos, i la qualitat d'impressió en periòdic era igual a les càmeres fotogràfiques de pel·lícula. En aspecte s'assemblava a una càmera fotogràfica digital moderna rèflex.

### L'arribada de càmeres fotogràfiques digitals veritables

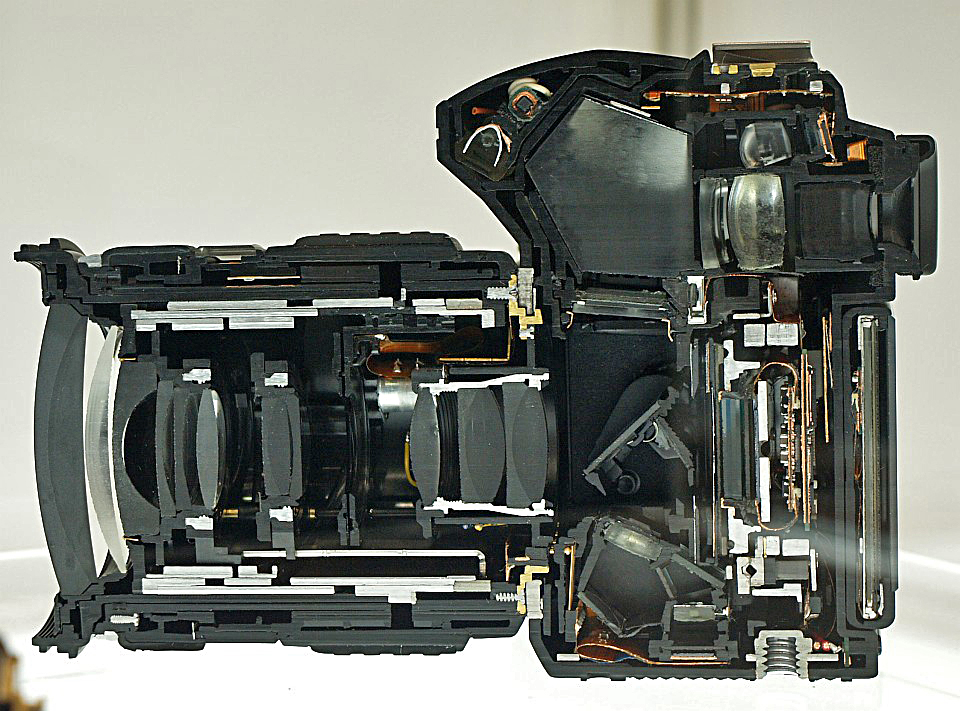
Olympus E-30 DSLR

La primera càmera fotogràfica digital veritable que registrava imatges en un fitxer informàtic va ser probablement el model DS-1P de Fuji, el 1988, que gravava en una targeta de memòria interna de 16 MB i utilitzava una bateria per mantenir les dades en la memòria. Aquesta càmera fotogràfica mai va ser posada a la venda als Estats Units. La primera càmera fotogràfica digital disponible al mercat va ser la Dycam Model 1, el 1991, que també va ser venuda amb el nom de Logitech Fotoman. Usava un sensor CCD, gravava digitalment les imatges, i disposava d'un cable de connexió per descarregar les imatges a l'ordinador.
El 1991, Kodak va llançar al mercat el seu model DCS-100, el primer d'una llarga línia de càmeres fotogràfiques professionals SLR de Kodak que van ser basades, en part, en càmeres per pel·lícula, sovint de marca Nikon. Utilitzava un sensor d'1,3 megapíxels i es venia per uns 13.000 dòlars.
La transició a formats digitals va ser ajudada per la formació dels primers estàndards JPEG i MPEG el 1988, que van permetre que els fitxers d'imatge i vídeo es comprimissin per al seu emmagatzematge. La primera càmera fotogràfica adreçada a consumidors amb una pantalla de cristall líquid en la part posterior va ser la Casio QV-10 el 1995, i la primera càmera fotogràfica a utilitzar targetes de memòria CompactFlash va ser la Kodak DC-25 el 1996.

El mercat per a les càmeres fotogràfiques digitals adreçades al consumidor estava format originalment per càmeres fotogràfiques de baixa resolució. El 1997 es van oferir les primeres càmeres fotogràfiques per a consumidors d'un megapixel. La primera càmera fotogràfica que va oferir la possibilitat d'enregistrar clips de vídeo va poder haver estat la Ricoh RDC-1 el 1995.
El 1999, amb la introducció de la Nikon D1, una càmera fotogràfica de 2,74 megapíxels, que va ser una de les primeres SLR digitals, la companyia es va convertir en un fabricant important, i, amb un cost inicial de menys de 6.000 dòlars, era assequible tant per a fotògrafs professionals com per a consumidors d'alt perfil. Aquesta càmera fotogràfica també utilitzava lents Nikon F, el que significava que els fotògrafs podrien utilitzar moltes de les mateixes lents que ja tenien per a les seves càmeres de pel·lícula.
El 2003 es va presentar la Digital Rebel de Cànon, també coneguda com la 300D, una càmera fotogràfica dirigida a consumidors de 6 megapíxels i la primera DSLR que tenia un cost inferior a 1.000 dòlars.
El 2008 es va presentar a la Fira d'Alemanya, una càmera LEICA de mig format amb una resolució de 37 megapíxels.

## La conversió analògica/digital
A diferència d'altres càmeres, el que fa el chip captador de les càmeres digitals és convertir els fotons (la llum) en electrons, que al seu torn esdevindran un senyal elèctric. Un cop obtingut aquest senyal, s'haurà de digitalitzar. La manera de fer-ho és traduir aquesta informació al llenguatge binari (és a dir, transformar-la en uns i zeros). Aquest procés és el que es coneix com a conversió del format analògic al digital.
Aquest càlcul s'ha de realitzar sempre amb una quantitat de bits superior a la de la gravació final, perquè, si no, seria impossible que hi hagués una òptima precisió a l'hora de codificar els colors. Per exemple, si es vol obtenir un senyal de 10 bits per canal, serà necessari comptar amb una etapa de 12 bits (o més, si es busquen resultats excel·lents). Actualment, però, no podem comptar amb etapes que passin dels 14 bits, ja que aquest és el nostre límit tecnològic.
Un cop digitalitzada la informació, s'ha obtingut el que es coneix com a fitxer RAW (terme que prové de l'anglès i que vol dir "brut"). En en cas de les imatges en moviment (és a dir, en el cas de les filmacions) aquest procés es repetirà tantes vegades per segon com s'hagi establert (el més comú és 24 cops).
A partir d'aquí, s'ha de triar si les imatges es volen continuar treballant en format RAW o si, contràriament, es vol matritzar el senyal (és a dir, convertir aquests uns i zeros del codi binari en un senyal HDTV que sigui comprensible per a la resta d'eines de producció de les quals es disposi.

## Resolució d'imatge
La resolució d'una càmera fotogràfica digital està limitada pel sensor de la càmera (un CCD o un Sensor CMOS) que respon als senyals de llum, substituint el treball de la pel·lícula en fotografia tradicional. El sensor es compon de milions de "cubs" que es carreguen en resposta a la llum. Generalment, aquestes galledes responen solament a una gamma limitada de longituds d'ona lleugeres, a causa d'un filtre del color sobre cadascun. Cada un d'aquests cubs es diu un píxel, i s'utilitza un algorisme de mosaïcisme i interpolació per unir la imatge de cada gamma de longitud d'ona per píxel en una imatge del RGB on estan les tres imatges per píxel per representar un color complet.
Els dispositius CCD transporten la càrrega a través del xip fins a un convertidor analògic-digital. Aquest converteix el valor de cadascun dels píxels en un valor digital mesurant la càrrega que li arriba. Depenent del nombre de bits del convertidor obtindrem una imatge amb més o menys gamma de color. Per exemple, si s'utilitzés un sol bit, tindríem valors de 0 i 1, i només podríem representar presència o absència de llum, el que suposaria una imatge en blanc i negre pur.
D'altra banda, els aparells CMOS contenen diversos transistors en cada píxel. El procés de conversió digital es produeix a la mateixa estructura del sensor, de manera que no es necessita un convertidor afegit. El seu procés de fabricació és més senzill, i fa que les càmeres que utilitzen aquesta tecnologia resultin més barates.
La quantitat de píxels resultant en la imatge determina la seva mida. Per exemple una imatge de 640 píxels d'ample per 480 píxels d'alt tindrà 307,200 píxels, o aproximadament 307 kilopíxels, una imatge de 3872 píxels d'alt per 2592 píxels d'amplada tindrà 10.036.224 píxels, o aproximadament 10 megapíxels.
Segons l'experiència fotogràfica dels professionals en aquest camp afirmen que una fotografia química realitzada per una càmera compacta donaria com a resultat una fotografia de 30 megapíxels.

## Qualitat de la imatge
El compte de píxels comunament és l'únic que es mostra per indicar la resolució d'una càmera fotogràfica, però aquesta és una idea falsa. Hi ha diversos factors que afecten la qualitat d'un sensor. Alguns d'aquests factors inclouen, la mida del sensor, la qualitat de la lent, l'organització dels píxels (per exemple, una càmera fotogràfica monocromàtica sense un mosaic de filtre Bayer té una resolució més alta que una càmera fotogràfica de color típica) i el rang dinàmic del sensor.
A moltes càmeres fotogràfiques compactes digitals les hi critica per tenir massa píxels amb relació a les petites dimensions del sensor que incorporen.
L'augment de la densitat de píxels disminueix la sensibilitat del sensor. Doncs cada píxel és tan petit que recull molt pocs fotons, i així per conservar la relació senyal-soroll s'haurà d'il·luminar més el sensor. Aquesta disminució de la sensibilitat condueix a quadres sorollosos, qualitat pobra en ombres i generalment a imatges de pobra qualitat si estan escassament il·luminades.

## Cost del píxel

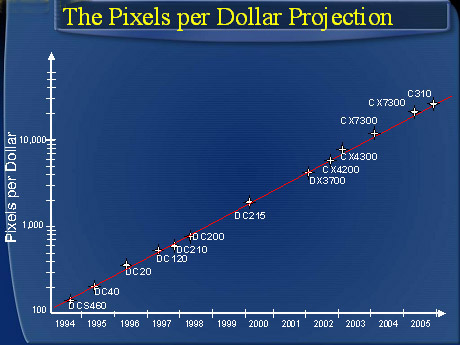
Projecció de píxels per dòlar.

Alhora que la tecnologiava millorar, els costos han disminuït dràsticament. Mesurant el preu del píxel com a mesura bàsica de valor per a una càmera fotogràfica digital, hi ha hagut un continu i constant augment del nombre de píxels comprats per la mateixa quantitat de diners en les càmeres fotogràfiques noves que concorda amb els principis de la llei de Moore. Aquesta previsibilitat dels preus de la càmera fotogràfica primer va ser presentada el 1998 a la conferència australiana de PMA DIMA per Barry Hendy i designada la "Llei de Hendy". (2007)

## Mètodes per capturar les imatges

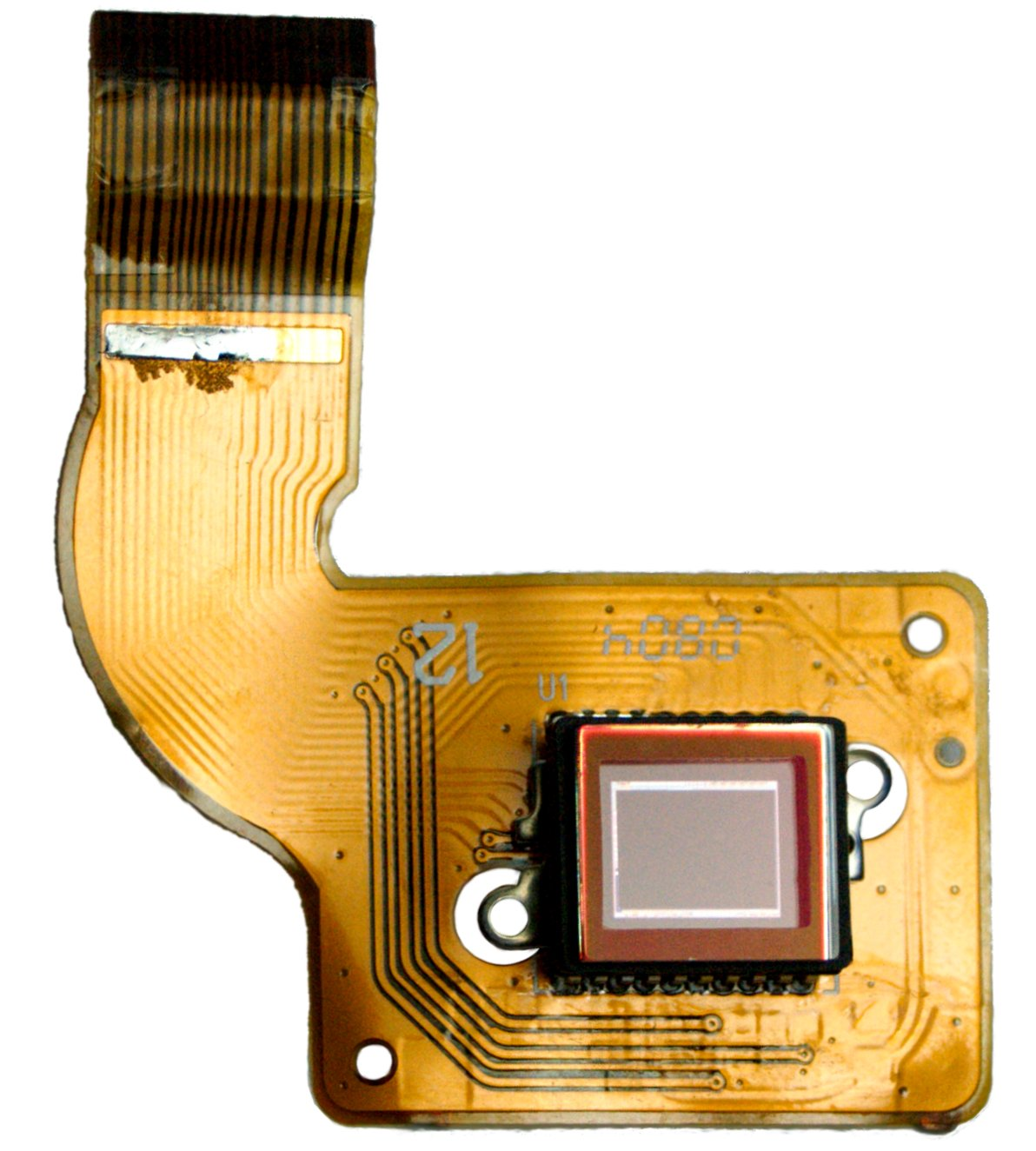
Al cor d'una càmera digital hi ha un sensor d'imatge CCD

Des que les primeres càmeres digitals van ser introduïdes al mercat, han existit tres mètodes principals de capturar la imatge, segons configuració de maquinari del sensor i dels filtres de color.
El primer mètode es denomina de tret únic, en referència al nombre de vegades que el sensor de la càmera fotogràfica s'exposa a la llum que passa a través de la lent. Els sistemes de tret únic utilitzen un CCD amb un filtre de Bayer, o tres sensors d'imatge independents (un per a cada un dels colors primaris additius: vermell, verd, i blau) que s'exposen a la mateixa imatge mitjançant un sistema òptic de separació d'imatge.
El segon mètode es denomina de multidisparador, perquè el sensor s'exposa a la imatge en una seqüència de tres o més obertures de l'obturador de la lent. Hi ha diversos mètodes d'aplicació d'aquesta tècnica. El més comú era originalment utilitzar un únic sensor d'imatge amb tres filtres (de nou vermell, verd i blau) col·locats davant del sensor per obtenir la informació additiva del color. Un altre mètode multidisparador utilitza un sol CCD amb un filtre de Bayer però mou la posició física del sensor en el pla del focus de la lent per compondre una imatge de més alta resolució que la que el CCD permetria d'una altra manera. Una tercera versió combina els dos mètodes sense un filtre de Bayer en el sensor.
El tercer mètode es diu exploració perquè el sensor es mou a través del pla focal com el sensor d'un explorador (escànner) d'escriptori. Els seus sensors linears o tri-linears utilitzen només una sola línia de fotosensors, o tres línies per als tres colors. En alguns casos, l'exploració és aconseguida rotant la càmera fotogràfica sencera; una càmera fotogràfica amb línia rotativa ofereix imatges de resolució total molt alta.
L'elecció del mètode per a una captura donada, per descomptat, és determinada en gran part pel tema a ser fotografiat. És generalment inadequat intentar fotografiar un tema que es mogui amb qualsevol cosa que no sigui un sistema de tret únic. No obstant això, amb sistemes d'exploració o multidisparador, s'obté la més alta fidelitat de color i mides i resolucions més grans. Això fa d'aquestes tècniques més atractives per a fotògrafs comercials que treballen amb fotografies de temes immòbils en format gran.
Recentment, les millores dràstiques en càmeres fotogràfiques de tret únic i el processament de fitxers RAW d'imatge han fet de les càmeres fotogràfiques de tret únic, basades en CCD gairebé totalment predominants en fotografia comercial, per no esmentar la fotografia digital en conjunt. Les càmeres fotogràfiques de tret únic basades en sensors CMOS solen ser comuns.

## Mosaics, interpolació, i aliàsing del filtre

L'acord Bayer de filtres de color un sensor d'imatge.

En la majoria de les càmeres fotogràfiques digitals del consumidor actual, un mosaic del filtre de Bayer s'utilitza, conjuntament amb un filtre òptic de l'anti-aliàsing per reduir l'aliàsing a causa del mostreig reduït de les diverses imatges del primari-color. Un algorisme d'interpolació cromàtica s'utilitza per interpolar la informació del color per crear un arsenal complet de dades de la imatge del RGB. Les càmeres fotogràfiques que utilitzen un acostament monoestable 3CCD del biga-divisor, tres-filtre multi-tir a acostament, o el sensor de Foveon X3 no utilitza els filtres de l'anti-aliàsing, ni interpolació cromàtica.
El suport lògic inalterable en la càmera fotogràfica, o un programari en un programa raw del convertidor tal com càmera fotogràfica de la tova raw, interpreta les informacions en brut del sensor per obtenir una imatge completa del color, perquè el model del color del RGB requereix tres valors de la intensitat per a cada píxel: un per cada un per al vermell, el verd, i el blau (altres models del color, quan estan utilitzats, també requereixen tres o més valors pel píxel). Un sol element del sensor no pot registrar simultàniament aquestes tres intensitats, i així que un arsenal del filtre del color (CFA) s'ha d'utilitzar per filtrar selectivament un color particular per a cada píxel.
El patró del filtre de Bayer és un patró de repetició del mosaic 2 × 2 de filtres lleugers, amb verd uns en les cantonades oposades i vermell i el blau en les altres dues posicions. La part elevada de verd s'aprofita de característiques del sistema visual humà, que determina lluentor sobretot del verd i és més sensible llunyà a la lluentor que a la tonalitat o a la saturació. Un patró del filtre de 4 colors s'utilitza de vegades, implicant sovint dues diverses tonalitats del verd. Això proporciona un color potencialment més exacte, però requereix un procés lleument més complicat de la interpolació.
Els valors de la intensitat del color no capturats per a cada píxel poden ser interpolats (o ser conjecturats) dels valors dels píxels adjacents que representen el color que és calculat.

## Connectivitat
La major part de les càmeres digitals es poden connectar directament a l'ordinador per transferir la informació. Antigament les càmeres havien de connectar-se amb un port sèrie. L'USB és el mètode més utilitzat encara que algunes càmeres utilitzen un port FireWire o Bluetooth. La major part de les càmeres són reconegudes com una clau de memòria USB. Alguns models, per exemple la Kodak EasyShare One pot connectar-se a l'ordinador per xarxa sense fil pel protocol 802.11 (Wi-Fi).
Una opció possible és l'ús d'un lector de targetes que pugui llegir diversos tipus de mitjans d'emmagatzematge, així com efectuar la transferència de dades a l'ordinador a alta velocitat. L'ús d'un lector de targetes també evita que la bateria de la càmera fotogràfica es descarregui durant el procés de la transferència directa, care el dispositiu pren energia del port USB.
Un lector de targetes extern permet un adequat accés directe a les imatges en una col·lecció de mitjans d'emmagatzematge. Però si només funciona amb una targeta d'emmagatzematge, pot ser incòmode el desplaçament cap endavant i cap enrere entre la càmera fotogràfica i el lector. Moltes càmeres fotogràfiques modernes ofereixen l'estàndard de PictBridge, que permet l'enviament de dades directament a les impressores sense la necessitat d'un ordinador.

## Integració
La tecnologia actual permet la inclusió de càmeres digitals en diversos aparells d'ús diari com ara telèfons mòbils. Altres dispositius electrònics petits (especialment els utilitzats per a la comunicació) per exemple dispositius PDA, ordinadors portàtils i Blackberry contenen sovint càmeres fotogràfiques digitals integrades. A més, alguns camcorders digitals incorporen una càmera fotogràfica digital.
A causa de la limitada capacitat d'emmagatzematge i a l'èmfasi de la utilitat per sobre la qualitat en aquests dispositius integrats la gran majoria utilitza el format JPEG per guardar les imatges, ja que la seva gran capacitat de compressió compensa la petita pèrdua de qualitat que provoca.

## Desar imatges

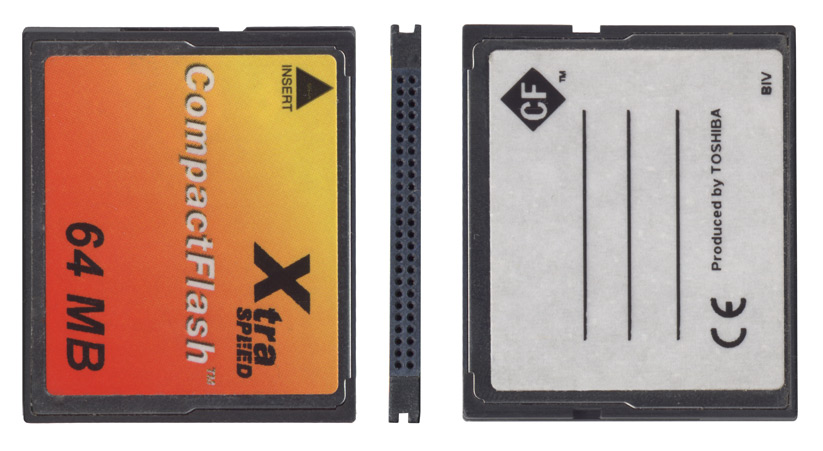
Targeta de memòria CompactFlash.

Les càmeres digitals dels telèfons mòbils o també les càmeres de baix preu utilitzen memòria incorporada o memòria flaix. Són d'ús comú les targetes de memòria: CompactFlash (CF), Secure Digital (SD), xD i la targeta Memory Stick per a les càmeres Sony. Anteriorment s'utilitzava discs de 3 1/2 " per a l'emmagatzematge d'imatges.
Les fotos s'emmagatzemen en fitxers JPEG estàndards o bé en format TIFF o RAW per tenir una millor qualitat d'imatge malgrat el gran augment de grandària al fitxer. Els fitxers de vídeo s'emmagatzemen comunament en format AVI, DV, MPEG, MOV, WMV, etc.
Gairebé totes les càmeres digitals utilitzen tècniques de compressió per aprofitar al màxim l'espai d'emmagatzematge. Les tècniques de compressió solen aprofitar-se de dues característiques comunes en les fotografies:
- Els patrons: en una imatge és molt comú trobar-se amb zones en què apareix el mateix color (o la mateixa seqüència) repetit diverses vegades (per exemple, una paret blanca). Aquest tipus d'àrees poden codificar-se de manera que l'espai d'emmagatzematge necessari per a elles disminueixi. Aquest tipus de compressió no sol aconseguir grans percentatges de disminució.
- La irrellevància: igual que la codificació mp3 s'aprofita de la incapacitat del sistema auditiu per detectar certs sons (o l'absència d'aquests), en les càmeres digitals es pot utilitzar una compressió que consisteix a eliminar informació que la càmera ha captat, però que l'ull humà serà incapaç de percebre.

## Targetes de memòria
- Targetes/Microdrives de CompactFlash: càmeres fotogràfiques típicament més altes del professional extrem. Els Microdrives són discos durs reals en el factor de forma de CompactFlash. Els adaptadors permeten l'ús de targetes SD en un dispositiu CompactFlash.
- Memory Estic: un tipus de memòria flash propietària fabricada per Sony. La Memory Stick pot variar en 4 formes: la M2 s'usa tant a telèfons mòbils Sony Ericsson com en les càmeres digitals Sony, la PRODuo, la PRO i la Duo. Algunes targetes Memory Sick poden tenir MagicGate.
- SD/MMC: una targeta de memòria flash de mida petita que suplanta gradualment CompactFlash. El límit original de l'emmagatzematge era 2 GB, que està suplantat per les targetes de 4 GB.[Cal actualitzar] Les targetes de 4 GB no es reconeixen en totes les càmeres fotogràfiques doncs una revisió va ser feta a l'estàndard SD com SDHC (alta capacitat de la SD). Les targetes també han de ser ajustades a format en el format del fitxer FAT32 mentre que moltes càmeres fotogràfiques més velles utilitzen FAT16 que tingui un límit de la partició de 2 GB.[Cal actualitzar]
- SD HDSC: Nou format de SD ~ 4GB: solament algunes càmeres noves són compatibles amb aquest sistema; assegura una major velocitat en la transferència de dades.
- Targeta de MiniSD: (una mica menys que la meitat) una targeta més petita en dispositius com ara càmeres fotogràfiques de telèfons mòbils.[Cal aclariment]
- Targeta MicroSD: encara més petit que mini SD (menys d'un quart) versió de la targeta SD. Utilitzat en telèfons mòbils que incorporen funcions com a càmera fotogràfica, MP3, etc.
- Targeta XD: creat per Fuji i Olympus el 2002, un format més petit que una targeta SD.
- SmartMedia: Un format ara obsolet que va competir amb CompactFlash, i va ser limitat a 128MB de capacitat. Una de les diferències principals era que SmartMedia tenia el regulador de la memòria integrat en el dispositiu de lectura, mentre que en CompactFlash era en la targeta. La targeta de tipus xD va ser desenvolupada com a reemplaçament per SmartMedia.
- Memòria del punt de congelació: Una memòria flash serial del 2-4MB en les càmeres fotogràfiques de gamma baixa de Mustek/Relisys Dimera.[Cal actualitzar]

## Bateries
Les càmeres fotogràfiques digitals consumeixen molta energia, i amb el temps la mida ha arribat a ser cada vegada més petita. Això ha donat lloc a una necessitat en curs de desenvolupar una bateria prou petita per cabre en la càmera però capaç de funcionar durant un temps raonable. Essencialment hi ha dues àmplies divisions en els tipus de bateries que les càmeres digitals usen.
El primer són les bateries que tenen un factor disponible establert de la forma, el més comunament possibles bateries AA, CR2, o CR-V3, amb les bateries de l'AAA en un grapat de càmeres fotogràfiques. Les bateries CR2 i CR-V3 són de liti, i previst però no reutilitzable. També es veuen comunament en camcorders. Les bateries de l'AA són més comuns llunyà, però, els acumuladors alcalins no recarregables són capaços de proporcionar prou energia per un molt curt termini en la majoria de les càmeres fotogràfiques. La majoria de les bateries de l'hidrur de níquel de l'AA de l'ús dels consumidors (NiMH) (vegeu també els carregadors i les bateries) en lloc d'un altre, que proporcionen una quantitat adequada d'energia i són recarregables. Les bateries de NIMH no proporcionen tanta energia com les bateries del ion del liti, i també tendeixen per descarregar quan no estan utilitzades. Estan disponibles en diversos graus de l'ampere hora (ampere hora) o de l'milli-ampere-hour (mAh), que afecta quant temps li dura funcionant. Típicament els models del consumidor de l'abast mitjà i algunes càmeres fotogràfiques de l'extrem inferior utilitzen les bateries disponibles; només càmeres fotogràfiques molt poques d'un DSLR els accepten (per exemple, sigma SD10). Les bateries recarregables del liti-ió RCR-V3 estan també disponibles com a alternativa per a les bateries no recarregables CR-V3.

## Dispositius autònoms
Un dispositiu autònom, tal com una impressora de PictBridge, funciona sense un ordinador. La càmera fotogràfica connecta amb la impressora, que llavors fa transferències directes per a imprimir les imatges. Els registradors d'algun DVD i les televisions poden llegir targetes de memòria. Diversos lectors de targetes de centelleig també tenen una capacitat de la sortida de la TV.

## Formats
Les càmeres fotogràfiques digitals per emmagatzemar imatges fan servir sobretot els formats RAW, JPEG i TIFF.
Moltes càmeres fotogràfiques, especialment les càmeres professionals o DSLR, permeten descarregar el format RAW (cru). Una imatge RAW conté el conjunt de píxels sense processar (ni tan sols la interpolació de color que requereix el filtre de Bayer) obtinguts directament del sensor de la càmera fotogràfica. Sovint s'utilitzen els formats propietaris de cada fabricant, com ara NEF per Nikon, CRW o CR2 per Canon, i MRW per Minolta, les especificacions no són conegudes. La signatura Adobe Systems va llançar el format DNG, un format d'imatge raw lliure de drets que ha estat adoptat per alguns fabricants.
Els fitxers raw havien de ser processats («revelats») en programes d'edició d'imatge especialitzats però amb el temps els programes més populars, com Picasa de Google, van agregar el suport per a editar-los. Editar imatges en format raw permet més flexibilitat en ajustos tals com modificar el balanç de blancs, compensar l'exposició i canviar la temperatura de color, perquè té les dades de color sense interpolar, i a més tenen més profunditat de color que 8 bits per canal: depenent del fabricant poden ser 10, 12, 14 o fins a 16 bits per canal. Essencialment el format raw permet al fotògraf fer ajustos importants sense pèrdua de qualitat d'imatge que d'altra manera implicarien tornar a prendre la fotografia.
Els formats per vídeo són AVI, DV, MPEG, MOV (sovint amb el motion JPEG), WMV, i ASF (bàsicament iguals que WMV). Els formats recents inclouen MP4, que es basa en el format de QuickTime i utilitza nous algorismes de compressió per donar un termini de temps de gravació més llargs en el mateix espai.
Uns altres que s'utilitzen en les càmeres fotogràfiques però no en les fotos són el DCF, una especificació ISO per a l'estructura i l'assignació de noms de fitxer interna de la càmera fotogràfica, DPOF que indica quantes còpies s'han d'imprimir i en quin ordre i el format Exif, que utilitza etiquetes de metadades per documentar la configuració de la càmera fotogràfica i la data i l'hora en què van ser obtingudes les fotografies.

## Analogia de la càmera analògica amb el sistema visual humà
El sistema visual humà i la càmera digital guarden força semblances estructurals. Per començar, tant amb els primers processos que pateix la llum en entrar a l'ull com amb la càmara quan fa una fotografia, es pot fer una analogia a la cambra obscura. El principi d'aquesta cambra obscura es basa en l'entrada de llum a través d'una escletxa o d'un forat d'una mida generalment petita a un lloc o a una habitació totalment fosca, en la que es veurà la imatge de fora invertida verticalment. En el cas de l'ull la llum patirà diverses transformacions fins a transformar-se en impulsos nerviosos que transmetran la informació al cervell. En la càmera s'utilitza un material fotosensible per tal de crear una fotografia, és a dir, «dibuixar amb llum».

### Parts de l'ull i de la càmera
Hi ha algunes parts de la càmera digital que comparades amb les de l'ull humà tenen la mateixa funció:
- Diafragma: S'obre i es tanca per graduar la quantitat de llum que entra. En l'ull humà la mateixa funció l'executa l'iris, que obra o tanca la pupil·la. L'obertura de l'objectiu pot ser equivalent a l'obertura de la pupil·la.
- Lent: Serveix per enfocar. Normalment són de vidre i convergeixen o divergeixen la llum. Correspon al cristal·lí. S'ha de tenir en compte que per enfocar, en la càmera l'objectiu s'apropa o s'allunya de la lent, mentre que en l'ull és el propi cristal·lí que canvia de forma.
- Material fotosensible: Capa o capes sensibles a la llum que formen una imatge quan estan en contacte amb ella. La part corresponent del SVH és la retina, que conté els fotoreceptors, encarregats d'algunes transformacions químiques, que formaran posteriorment la imatge que es veurà. S'ha de tenir en compte que l'ull e´s tridimensional i que la càmara és plana.

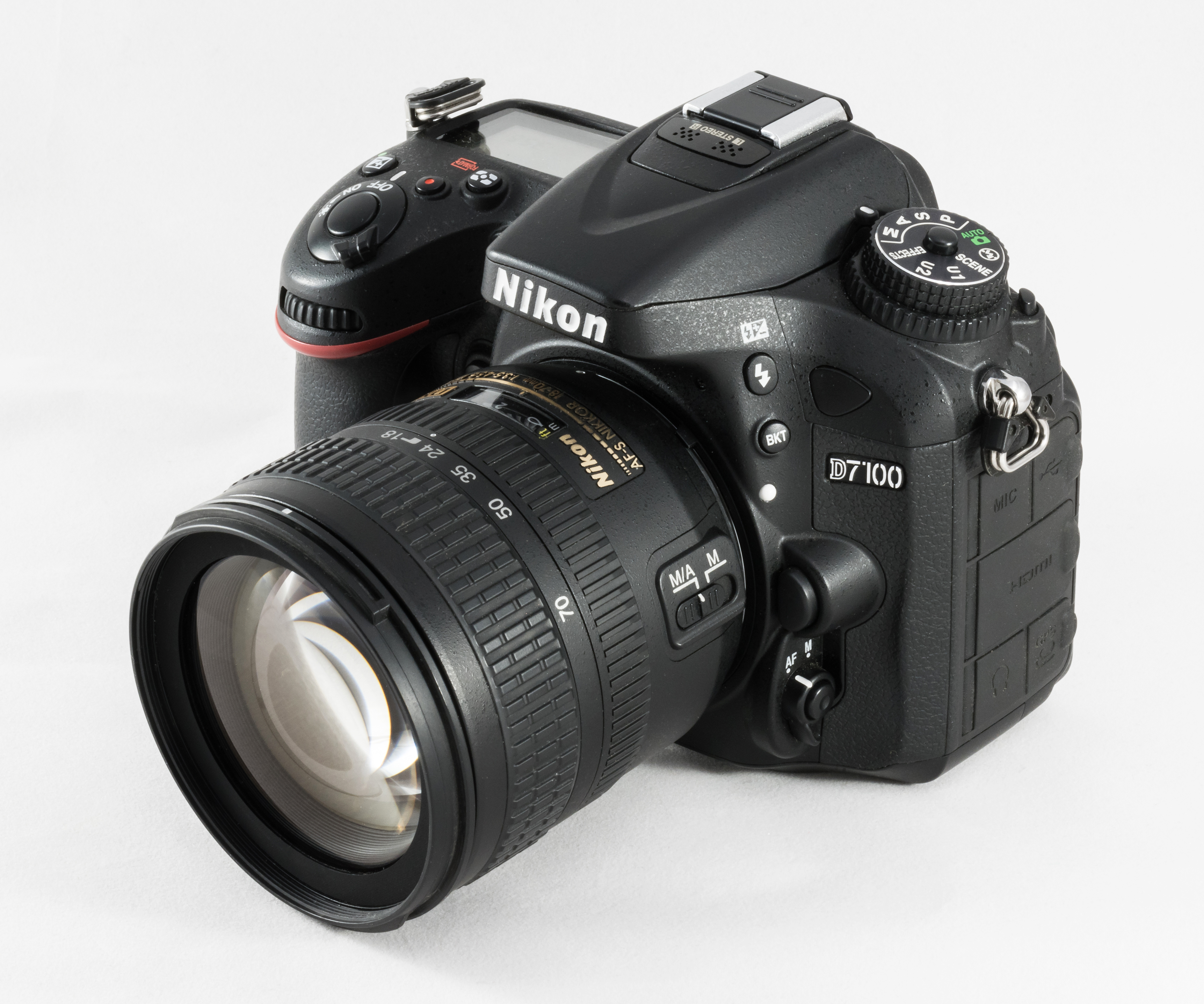
Càmera digital model Nikon D7100 (2017)

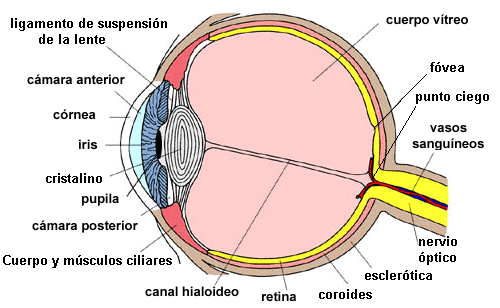
Parts del sistema visual humà

## Vegeu també

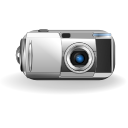
Càmera digital.